# Мажарська сільська рада
Мажа́рська сільська́ ра́да — адміністративно-територіальна одиниця та орган місцевого самоврядування в Кегичівському районі Харківської області. Адміністративний центр — село Мажарка.

## Загальні відомості
- Мажарська сільська рада утворена в 1932 році.
- Територія ради: 30,574 км²
- Населення ради: 806 осіб (станом на 2001 рік)

## Населені пункти
Сільській раді підпорядковані населені пункти:
- с. Мажарка

## Склад ради
Рада складалася з 12 депутатів та голови.
- Голова ради: Малиш Олександр Олексійович
- Секретар ради: Клімачова Любов Леонідівна

### Керівний склад попередніх скликань
| Прізвище, ім'я, по батькові | Основні відомості                                                                                          | Дата обрання | Дата звільнення |
| --------------------------- | --- | ------------ | --------------- |
| Малиш Олександр Олексійович | Сільський голова, 1962 року народження, освіта вища, член Соціал-демократичної партії України (об'єднаної) | 26.03.2006   | 31.10.2010      |
| Малиш Олександр Олексійович | Сільський голова, 1962 року народження, освіта вища, член Партії регіонів                                  | 31.10.2010   |                 |

Примітка: таблиця складена за даними сайту Верховної Ради України

### Депутати
За результатами місцевих виборів 2010 року депутатами ради стали:

#### За суб'єктами висування
| Суб'єкт висування                                       | Кількість обраних депутатів | %    |
| ------------------------------------------------------- | --------------------------- | ---- |
| Партія регіонів                                         | 7                           | 58,3 |
| Самовисування                                           | 4                           | 33,3 |
| Політична партія Всеукраїнське об'єднання «Батьківщина» | 1                           | 8,3  |

#### За округами
| № округу                                                | Прізвище, ім'я, по батькові      | Дата визнання обраним | Освіта             | Партійна приналежність | Відомості про обраного депутата             |
| ------------------------------------------------------- | -------------------------------- | --------------------- | ------------------ | ---------------------- | ------------------------------------------- |
| Партія регіонів                                         |                                  |                       |                    |                        |                                             |
| 2                                                       | Юхимович Микола Миколайович      | 01.11.2010            | середня            | член Партії регіонів   | ПОСП Мажарка, експедитор                    |
| 4                                                       | Захарченко Микола Михайлович     | 01.11.2010            | вища               | член Партії регіонів   | ПОСП Мажарка, інженер з охорони праці       |
| 5                                                       | Самойлюк Олександр Володимирович | 01.11.2010            | вища               | член Партії регіонів   | ПОСП Мажарка, головний агроном              |
| 9                                                       | Клімачова Любов Леонідівна       | 01.11.2010            | середня спеціальна | член Партії регіонів   | Мажарська сільська рада, секретар           |
| 10                                                      | Беседіна Тетяна Павлівна         | 01.11.2010            | середня спеціальна | член Партії регіонів   | ПОСП Мажарка, бухгалтер                     |
| 11                                                      | Ляшков Олександр Миколайович     | 01.11.2010            | середня            | член Партії регіонів   | ПОСП Мажарка, механізатор                   |
| 12                                                      | Артюхов Сергій Миколайович       | 01.11.2010            | вища               | член Партії регіонів   | ПОСП Мажарка, головний механік              |
| Політична партія Всеукраїнське об'єднання «Батьківщина» |                                  |                       |                    |                        |                                             |
| 6                                                       | Ляшков Юрій Миколайович          | 01.11.2010            | середня            | позапартійний          | тимчасово не працює                         |
| Самовисування                                           |                                  |                       |                    |                        |                                             |
| 1                                                       | Круглов Олексій Миколайович      | 01.11.2010            | вища               | позапартійний          | Мажарськ. ЗНВК, вчитель фізичного виховання |
| 3                                                       | Мищенко Лідія Василівна          | 01.11.2010            | вища               | позапартійна           | Мажарськ. ЗНВК, вчитель початкових класів   |
| 7                                                       | Ляшкова Світлана Миколаївна      | 01.11.2010            | середня спеціальна | позапартійна           | Мажарськ. ЗНВК, візник                      |
| 8                                                       | Река Антоніна Микитівна          | 01.11.2010            | середня спеціальна | позапартійна           | Мажарська сільська рада, гол. бухгалтер     |